# مانیاگو (پوردنونه)
مانیاگو (به ایتالیایی: Magnago) یک کومونه در ایتالیا است که در استان میلان واقع شده‌است. مانیاگو ۱۱٫۳ کیلومتر مربع مساحت و ۹٬۰۹۰ نفر جمعیت دارد و ۱۹۷ متر بالاتر از سطح دریا واقع شده‌است.